# Sardinera (red)
Se entienden por sardineras las redes con que se realiza la pesca de sardinas, como se verifica entre otros, en las costas de Asturias y Cantabria. También son conocidas con el nombre de redes de güeldear. 
Se dividen en cuatro clases, según el tamaño de las mallas: 
- la que se denomina tuta, que es muy pequeña
- amoldado sobre estrecho, que es algo más grande
- amoldado sobre ancho o sobre mallero, que es mayor
- otoñada, que tiene las mallas de a pulgada en cuadro, y con la que se hace la pesca, pues casi no están ya en uso las precedentes

Los barcos para esta pesca, además del también llamado sardinera, se conocen con los nombres de chalupa, dengue, lancha y otros. 